# Sainte-Marie-aux-Chênes

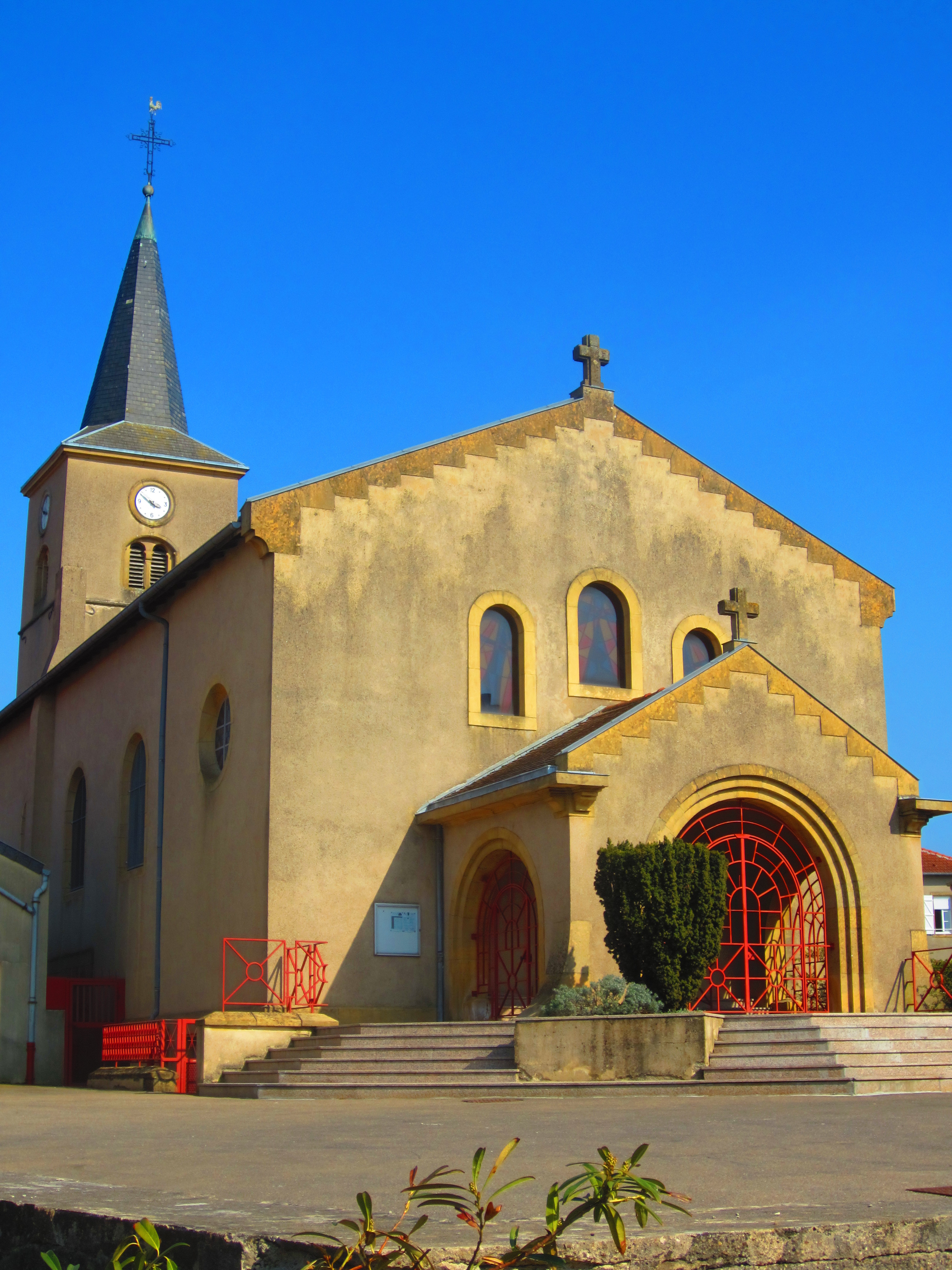
Kirche Mariä Himmelfahrt

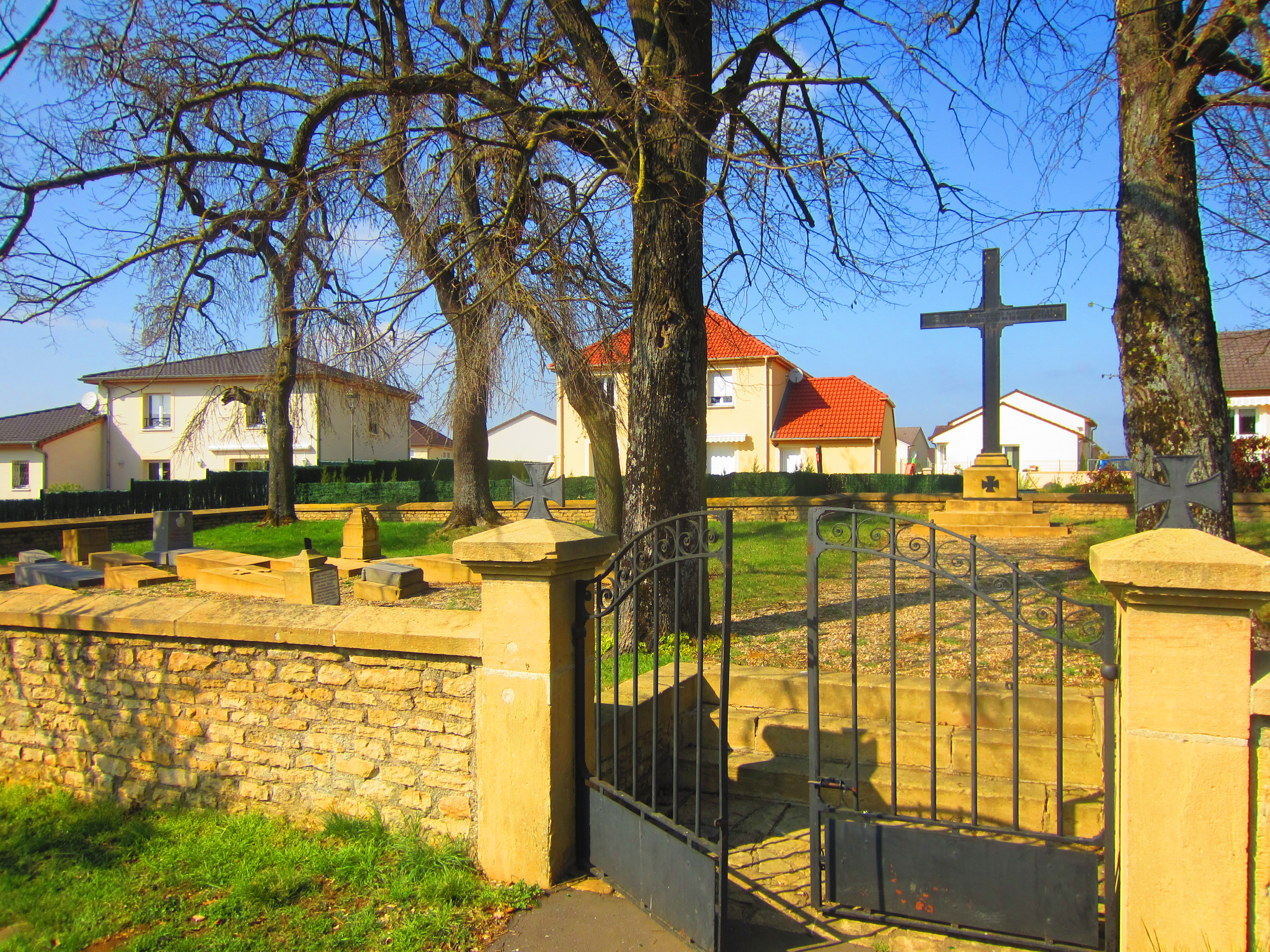
Deutscher Soldatenfriedhof

Sainte-Marie-aux-Chênes ist eine französische Gemeinde mit 4512 Einwohnern (Stand 1. Januar 2022) im Département Moselle in der Region Grand Est (bis 2015 Lothringen). Sie gehört zum Arrondissement Metz.

## Geographie
Sainte-Marie-aux-Chênes liegt in ehemaligen lothringischen Steinkohlerevier, 18 Kilometer nordwestlich von Metz an der Grenze zum Département Meurthe-et-Moselle auf einer Höhe zwischen 205 und 323 m über dem Meeresspiegel. Das Gemeindegebiet umfasst 10,19 km². Zur Gemeinde gehört die Cité Ida, die als Bergarbeitersiedlung des nahen Schachtes Ida angelegt wurde.

## Geschichte
Der kleine Ort wurde im 12. Jahrhundert erstmals als Sancta Maria ad querqus erwähnt. Weitere Ortsbezeichnungen kommen vor als Sancta Maria ad Chesnes (1202), villa de sancta Maria ad Quercus (1462), Sainte Marie au Chelne (1478), Sancta Maria ad Quercum (1544), Sainte-Marie-au-Chesne (1573), Sainte Marie (1594) und Mavie (17. Jh.). Der Ortsname wurde früher oft zu St. Marie verkürzt. Das Dorf gehörte früher zur Grafschaft Bar.
Während der Dritten Schlacht von Metz am 18. August 1870 im Deutsch-Französischen Krieg fanden hier verlustreiche Kampfhandlungen statt.
Durch den Frankfurter Frieden vom 10. Mai 1871 kam die Region an Deutschland und das Dorf wurde dem Landkreis Metz im Bezirk Lothringen des Reichslandes Elsaß-Lothringen zugeordnet. In der Folgezeit entstanden in und um Sainte-Marie-aux-Chênes einige Denkmäler, die an die Kämpfe von 1870 erinnern.
Nach dem Ersten Weltkrieg musste die Region aufgrund der Bestimmungen des Versailler Vertrags 1919 an Frankreich abgetreten werden. Im Zweiten Weltkrieg wurde die Region im Zuge des Westfeldzugs von der deutschen Wehrmacht besetzt und stand unter deutscher Verwaltung. Von 1940 bis 1944 trug der Ort den verdeutschten Namen Marieneichen.

### Wappen
Das Gemeindewappen ist ein Redendes Wappen: die Majuskeln S und M stehen für Sainte-Marie als Schutzpatronin der Kirche, die goldene Eiche (französisch= Chêne) auf blauem Grund wird in den Farben des Herzogtums Bar dargestellt.

### Bevölkerungsentwicklung
| Jahr      | 1962 | 1968 | 1975 | 1982 | 1990 | 1999 | 2007 | 2019 |
| --------- | ---- | ---- | ---- | ---- | ---- | ---- | ---- | ---- |
| Einwohner | 3290 | 3365 | 3326 | 3317 | 3302 | 3328 | 3859 | 4350 |

## Sehenswürdigkeiten
- Kirche Mariä Himmelfahrt, mit modernem Schiff aus dem Jahr 1773 sowie spätgotischem Turm und Chor[1]
- Soldatenfriedhöfe und Kriegerdenkmale

## Belege
1. 1 2  Franz Xaver Kraus: Kunst und Alterthum in Elsass-Lothringen. Beschreibende Statistik. Band III: Kunst und Althertum in Lothringen, Friedrich Bull, Straßburg 1886, S. 297–298 (books.google.de).
2. 1 2 3   Eugen H. Th. Huhn: Deutsch-Lothringen. Landes-, Volks- und Ortskunde, Stuttgart 1875, S. 275–276 (google.books.de).
3. ↑  Georg Lang: Der Regierungs-Bezirk Lothringen. Statistisch-topographisches Handbuch, Verwaltungs-Schematismus und Adressbuch, Metz 1874, S. 85 (books.google.de).
4. ↑  Umgebungskarte von Metz mit Einzeichnung aller deutschen u. französischen Denkmäler und Kriegergräber, 1:50 000, Farblithographie, 1912. 1912, abgerufen am 22. August 2023.
5. ↑  Wappenbeschreibung auf genealogie-lorraine.fr (französisch)